# سیارک ۴۳۷۳
سیارک ۴۳۷۳ (به انگلیسی: 4373 Crespo، نامگذاری:1985PB) چهار هزار و سیصد و هفتاد و سومین سیارک کشف شده‌است که در ۱۴ اوت ۱۹۸۵ کشف شد.
قدر مطلق سیارک برابر ۱۳٫۸۰ است.